# 延叶珍珠菜
延叶珍珠菜（学名：Lysimachia decurrens）为报春花科珍珠菜属的植物。分布在菲律宾、日本、台湾岛、中南半岛各国以及中国大陆的云南、广西、贵州、福建、江西、广东、湖南等地，生长于海拔300米至2,000米的地区，见于山谷溪边疏林下、村旁荒地、路边以及草丛中。

## 别名
马兰花、狮子草（湖南） 白当归、黑疔草（广西）